# Magüí
Magüí, o anche Magüí Payán, è un comune della Colombia facente parte del dipartimento di Nariño.
L'abitato venne fondato da Faustino Herrera nel 1871, mentre l'istituzione del comune è del 1º giugno 1937.